# One Night Stand (2006)
O ECW One Night Stand 2006 foi o segundo evento One Night Stand realizado pela WWE. Foi realizado no dia 11 de junho de 2006 em Nova Iorque. O tema oficial foi "Bodies", interpretado por Drowning Pool.

## Evento
Após o sucesso da edição 2005, o ECW One Night Stand regressou ao Hammerstein Ballroom, contando com a presença de antigos lutadores da ECW original, como Sabu, Tazz, Balls Mahoney, Tommy Dreamer ou RVD, bem como superestrelas da WWE. O evento principal da noite foi John Cena contra RVD, pelo Campeonato da WWE.

## Resultados
| #                              | Lutas                                                                                 | Estipulação                                                                               | Tempo |
| ------------------------------ | ------------------------------------------------------------------------------------- | ----------------------------------------------------------------------------------------- | ----- |
| 1                              | Tazz derrotou Jerry Lawler                                                            | Luta individual                                                                           | 00:35 |
| 2                              | Kurt Angle derrotou Randy Orton                                                       | Luta individual                                                                           | 15:07 |
| 3                              | F.B.I. (Little Guido e Tony Mamaluke) (com Big Guido) derrotaram Tajiri e Super Crazy | Luta de duplas                                                                            | 12:24 |
| 4                              | Rey Mysterio (c) vs. Sabu acabou sem vencedor                                         | Luta Extreme Rules pelo World Heavyweight Championship                                    | 09:10 |
| 5                              | Edge, Mick Foley e Lita derrotaram Terry Funk, Tommy Dreamer e Beulah McGillicutty    | Luta Intergênera Hardcore                                                                 | 18:45 |
| 6                              | Balls Mahoney derrotou Masato Tanaka                                                  | Luta Extreme Rules                                                                        | 05:03 |
| 7                              | Rob Van Dam derrotou John Cena (c)                                                    | Luta Extreme Rules pelo WWE Championship; Van Dam utilizou seu contrato Money in the Bank | 20:41 |
| (c) – Campeão(s) antes da luta |                                                                                       |                                                                                           |       |